# 58664 IYAMMIX
58664 IYAMMIX è un asteroide della fascia principale. Scoperto nel 1997, presenta un'orbita caratterizzata da un semiasse maggiore pari a 2,3710887 UA e da un'eccentricità di 0,2451941, inclinata di 4,12646° rispetto all'eclittica.